# ベルナール・リヨ
ベルナール・フェルディナン・リヨ（Bernard Ferdinand Lyot、1897年2月27日 - 1952年4月2日）は、フランスの天文学者。結晶板による干渉を利用した非常に狭い波長域の光だけを透過する光学フィルター（リヨ・フィルター）を開発したことで知られる。太陽の天文学などに貢献した。

## 生涯
パリで生まれた。高等電気学校（Ecole Superieure d'Electricite）で学んだ後、エコール・ポリテクニークでアルフレッド・ペローの助手を務めながら、パリ大学で物理、化学を学んだ。
1920年から1952年までムードン天文台で研究した。1930年代から太陽コロナの研究のための装置コロナグラフを開発し、日食時以外でもコロナの観測ができるようになった。1938年にコロナ、プロミネンスの動きの動画撮影に成功した。
1952年に日食観測隊としてスーダンにおもむいた帰途、カイロで心臓マヒで55歳で急死した。

## 賞・叙勲等
賞
- ジュール・ジャンサン賞（1932年）
- イギリス王立天文学会ゴールドメダル（1939年）
- ハワード・N・ポッツ・メダル（1942年）
- ブルース・メダル（1947年）
- ヘンリー・ドレイパー・メダル（1951年）

命名
- 月のクレータ
- 火星のクレータ
- 小惑星 (2452) リヨ[1]。